# Rosenschwaigstraße 34
Die Rosenschwaigstraße 34 ist ein Einfirsthof im Ingolstädter Stadtteil Hagau. Der erdgeschossige Wohnteil mit steilem Satteldach stammt aus der ersten Hälfte des 19. Jahrhunderts, der angeschlossene Wirtschaftsteil unter dem niedrigeren First ist jüngerer Herkunft. Der Einfirsthof ist unter der Nummer D-1-61-000-554 als Denkmalschutzobjekt in der Liste des Bayerischen Landesamtes für Denkmalpflege eingetragen.